# Diana de Gal·les
Diana Frances Spencer, coneguda internacionalment com a Lady Di o la princesa del poble (Sandringham, 1 de juliol de 1961 - París, 31 d'agost de 1997), va ser una aristòcrata anglesa, que va esdevenir princesa de Gal·les després de casar-se amb l'actual Rei d'Anglaterra, Carles III del Regne Unit. Va ser la mare de Guillem i Enric i la nora de Sa Majestat la Reina Elisabet II del Regne Unit. El seu glamour, juntament amb el seu activisme, la van convertir en icona internacional, fet que li va atorgar una gran popularitat, però també uns nivells d'escrutini públic sense precedents, sobretot sobre la seva complicada vida privada.
Diana va néixer a la noblesa britànica i va créixer en un entorn proper a la família reial, en la seva propietat a Sandringham. Era la filla més jove de John Spencer, 8è Earl Spencer, i Frances Shand Kydd, i va ser fortament afectada pel seu divorci l'any 1967.
Diana va guanyar protagonisme l'any 1981 amb al seu compromís amb el Príncep Carles, el fill gran de la Reina Elisabet II, després d'un festeig breu. El seu casament va tenir lloc a la catedral de Saint Paul el 1981 i es va convertir en Princesa de Gal·les, rol en la que va ser rebuda amb entusiasme pel públic. La parella va tenir dos fills, els prínceps William i Harry, qui eren llavors segon i tercer en la línia de successió al tron britànic. El matrimoni de Diana amb Charles, tanmateix, va patir a causa de la seva incompatibilitat i afers extramatrimonials. Es van separar l'any 1992, poc després que la seva ruptura fos pública. Els detalls de les seves dificultats maritals cada cop eren més publicats, i el matrimoni va acabar en divorci l'any 1996.
Mentre era Princesa de Gal·les, Diana va emprendre deures reials en nom de la Reina i la va representar en funcions pels reialmes de Commonwealth. Va ser lloada als mitjans de comunicació per la seva col·laboració amb obres de caritat. Els seus patronatges van ser inicialment centrats en els nens i la joventut, però més tard es va conèixer seva implicació amb pacients de SIDA, i per la campanya per l'extracció de mines antipersona. Va ajudar en la conscienciació en l'ajuda a persones afectades pel càncer o malalties mentals. Com a princesa, Diana era coneguda per la seva timidesa, però el seu carisma i amabilitat la van acostar al públic i va ajudar la seva reputació a sobreviure amb l'esfondrament del seu matrimoni. Considerat per ser molt fotogènica, era una icona de la moda en els 1980s i 1990s. L'atenció de mitjans de comunicació i el dol públic va ser massiu després de la seva mort en un xoc de cotxe en un túnel de París l'any 1997, i el funeral televisat subsegüent. El seu llegat ha tingut un impacte profund en la família reial i societat britànica.

## Vida primerenca
Diana Frances Spencer va néixer l'1 de juliol de 1961 a Park House, Sandringham, Norfolk.
Era la quarta de cinc fills de John Spencer, Vescomte d' Althorp (1924–1992), i Frances Spencer, vescomtessa d'Althorp (nascuda Frances Roche; 1936–2004). La família Spencer havia estat aliada amb la família reial britànica per diverses generacions; les àvies de Diana, Cynthia Spencer, Comtessa Spencer i Ruth Roche, Baroness Fermoy, havien servit com a dames de companyia a la Reina Elizabeth La Mare de Reina. El Spencers esperaven un noi per continuar el llinatge familiar, i cap nom va ser escollit per una setmana, fins que van decidir posar-l'hi Diana Frances, per la seva mare i per Lady Diana Spencer.
El 30 d'agost de 1961, Diana va ser batejada a l'església de Santa Maria Magdalena, Sandringham. Va créixer amb tres germanes: Sarah, Jane, i Charles. El seu germà John va morir poc després del seu naixement un any abans que Diana nasqués. El desig per un hereu va provocar tensió afegida als Spencer, i Lady Althorp es diu que va ser enviada a una clínica del Harley Street, a Londres, per determinar la causa del "problema". L'experiència va ser descrita com a "humiliant" pel germà més jove de Diana, Charles: "Va ser un temps terrible pels meus pares i probablement l'arrel del seu divorci, perquè no crec que ho superessin mai." Diana va créixer a Park House, situada a Sandringham Estate. El Spencers va arrendar la casa a la seva propietària, la Reina Elizabeth II. La família reial freqüentment passava les vacances a Sandringham, i Diana va jugar amb els fills de la reina, el Príncep Andreu i el Príncep Eduard
Diana tenia set anys quan els seus pares es van divorciar. La seva mare més tard va començar una relació amb Peter Shand Kydd i s'hi va casar el 1969. Diana va viure amb la seva mare a Londres durant la separació dels seus pares el 1967, però durant les vacances de Nadal d'aquell any, Lord Althorp va rebutjar deixar Diana tornar a Londres amb Lady Althorp. Poc després ell va guanyar la custòdia de Diana. El 1976, Lord Althorp es va casar amb Raine, Comtessa de Dartmouth. La relació de Diana amb la seva madrastra era particularment dolenta. No suportava Raine, qui va anomenar una "bully", i en una ocasió Diana "la va empènyer escales avall". Ella més tard va descriure la seva infantesa com a "molt infeliç" i "molt inestable, en general". Diana va esdevenir coneguda com a Lady Diana després que el seu pare heretés el títol d'Earl Spencer l'any 1975, moment en què el seu pare va moure la família de Park House a Althorp, on els Spencer es van assentar a Northamptonshire.

## Educació i carrera
Diana va ser inicialment educada a casa sota la supervisió de la seva institutriu, Gertrude Allen. Va començar la seva educació formal a Silfield Private School a Gayton, Norfolk, i es va traslladar a Riddlesworth Hall School, una escola de noies prop de Thetford, quan tenia nou anys. Es va unir a les seves germanes a West Heath Girls' School a Sevenoaks, Kent, l'any 1973. No va brillar acadèmicament, fallant el seus O-levels dues vegades. El seu esperit de comunitat va ser reconegut amb un premi de West Heath. Va deixar West Heath quan va tenir setze anys. El seu germà Charles la recorda bastant tímida encara a aquell temps. Va mostrar talent per la música com una pianista acomplerta. Diana també va excel·lir en natació i busseig, i va estudiar ballet i claqué.
Després d'assistir a Institut Alpin Videmanette (una "finishing school" a Rougemont, Suïssa) per un curs, i deixant després del terme de Pasqua de 1978, Diana va retornar a Londres, on va compartir el pis de la seva mare amb dos amigues de l'escola. A Londres va fer un curs de cuina avançat, però rarament va cuinar per a les seves companyes de pis. Va agafar una sèrie de feines amb un sou baix; va treballar com a professora de ball per joves fins que un accident d'esquí li va causar perdre tres mesos de feina. Llavors va trobar feina com a pre-ajudant escolar, va fer algunes feines de neteja per la seva germana Sarah i molts dels seus amics, i va fer d'hostessa a algunes festes. Diana va estar un temps treballant com a mainadera pels Robertson, una família americana que vivia a Londres, i va treballar d'assistent de mestra d'infermeria a la Young England School en Pimlico. Al juliol del 1979, la seva mare va comprar-li un pis a Coleherne Court a Earl's Court com a regal del seu divuitè aniversari. Va viure allà amb tres companyes fins al 25 febrer 1981.

## Matrimoni
Lady Diana va conèixer Charles, Príncep de Gal·les, el fill gran de la Reina i hereu, quan tenia 16 anys a novembre de 1977.En aquells moments aquest sortia amb la seva germana més gran, Lady Sarah. Van ser convidats a un cap de setmana al camp durant l'estiu de 1980 quan ella el va veure jugar un partit de polo, i ell va agafar un interès seriós amb Diana com a possible núvia. La relació va progressar quan la va convidar a bord del iot reial Britannia per un cap de setmana de navegació a Cowes. Això va ser seguit per una invitació a Balmoral (la residència escocesa de la família reial) per conèixer la seva família un cap de setmana de novembre de 1980.. Lady Diana va ser ben rebuda per la Reina, la Mare de Reina i el Duc d'Edimburg. El Príncep Carles subsegüentment va acompanyar Diana a Londres. El Príncep li va proposar matrimoni el 6 de febrer de 1981, i Lady Diana va acceptar, però el seu compromís va ser mantingut secret durant unes quantes setmanes.

### Compromís i casament
El compromís va esdevenir oficial el 24 de febrer de 1981. Diana va seleccionar un anell de compromís que consistia en catorze diamants rodejant un safir blau ovalat de 12 quirats sobre or blanc de 18 quirats, semblant a l'anell de compromís de la seva mare. L'anell va ser encarregat pels joiers reials Garrard. Al 2010 va esdevenir l'anell de compromís de Caterina, Duquessa de Cambridge.
Després del compromís, Diana va deixar la seva ocupació com a ajudant de guarderia i va viure per un període curt a Clarence House, laqual era la casa de la Mare de Reina. Després va viure al Palau de Buckingham fins al dia del casament. Diana va ser la primera dona anglesa en casar-se la primera de la línia al tron d'ençà Anne Hyde 300 anys enrere, i va ser també la primera núvia reial que va tenir una feina assalariada abans del seu compromís. Va fer la seva primera aparició pública amb el Príncep Carles en un ball benèfic el març de 1981 al Goldsmiths' Hall, on va conèixer Grace Kelly, qui era la Princesa de Mònaco.
Diana, de vint anys, esdevenia Princesa de Gal·les quan es va casar amb el Príncep de Gal·les el 29 de juliol de 1981 a la catedral de Saint Paul, que oferia més seients que l'Abadia de Westminster, l'església que era generalment utilitzada per les núpcies reials. Va ser àmpliament descrit com a "fairytale wedding", casament de compte de fades, i va ser vist per una audiència televisiva global de 750 milions de persones mentre 600,000 persones van omplir els carrers per veure la parella en ruta cap a la cerimònia. A l'altar, Diana va invertir l'ordre de primers dos noms de Carles, dient "Philip Charles" Arthur George. No va que l' "obeeixi" (a ell) ; aquell tradicional jurament va quedar fora a petició de la parella, fet que va causar alguns comentaris en aquell temps. Diana va portar un vestit valorat a 9,000£ amb una cua de 25-peus (7.62-metres).
Després d'esdevenir Princesa de Gal·les, Diana automàticament va adquirir el grau de tercera dona a la United Kingdom Order of Precedence(després de la Reina i la Mare de Reina), i era cinquena o sisena en els ordres de precedència dels seus altres reialmes, seguint la Reina, el virrei pertinent, el Duc d'Edimburg, la Mare de Reina, i el Príncep de Gal·les. Dins uns quants anys del casament, la Reina va regalar a Diana diversos objectes d'afiliació en la família reial.

### Fills
La parella va tenir residències al Palau de Kensington i Highgrove House, prop de Tetbury. El 5 de novembre de 1981, l'embaràs de la Princesa era anunciat oficialment. El gener de 1982—amb dotze setmanes a d'embaràs— Diana va caure d'una escala a Sandringham, i van fer venir el ginecòleg reial, Sir George Pinker, des de Londres. Va trobar que tot i que havia patit fortes contusions, el fetus no havia patit danys. Més tard va confessar que s'havia llançat escala avall intencionadament perquè se sentia "tan inadequada". Al febrer de 1982, van ser publicades en mitjans de comunicació fotografies de Diana en biquini mentre estava embarassada. La Reina ho va qualificar com "el dia més negre en la història del periodisme britànic." El 21 de juny de 1982 va néxier el primer fill del matrimoni, el Princep Guillem. Malgrat les crítiques d'alguns mitjans, va decidir emportar-se Guillem —qui era encara una criatura— en les seves primeres gires importants d'Austràlia i Nova Zelanda, una decisió que va ser aplaudida pel públic. La Princesa va admetre que no tenia intenció de portar el seu fill fins que Malcolm Fraser, el primer ministre australià, va fer el suggeriment.
Un segon fill, el príncep Enric, va néixer el 15 de setembre de 1984. La Princesa va dir que ella i el Príncep van estar més units durant el seu embaràs. Era conscient que el seu segon nen era un noi, però no ho dir a ningú, inclòs el Príncep de Gal·les.
Diana va donar als seus fills experiències poc habituals per als fills de la reialesa. Ella rarament cedia davant el Príncep o a la família reial, i era sovint intransigent quan es tractava dels seus fills. Va escollir el seus primers noms, va rebutjar una mainadera familiar reial per escollir-ne una ella mateixa, va seleccionar les seves escoles i la seva roba, i els acompanyava a escola sempre que la seva agenda ho permetés. Organitzava els seus deures públics al voltant dels horaris dels seus fills.